# Барнаул
Барнау́л (рос. Барнаул) — місто (засноване в 1730-х роках, статус міста з 1771 року) в Росії, адміністративний центр Алтайського краю (з 1937 року). Розташоване на півдні Західного Сибіру в місці впадіння річки Барнаулки в Об. Місто є 21-м за чисельністю населення в Росії. Разом з прилеглими населеними пунктами, у межах міського округу, населення Барнаула становить 680 тис. чоловік. Великий промисловий, культурний і освітній центр Сибіру: 9 державних вузів, 5 театрів, музеї, пам'ятки архітектури XVIII—XX століть.

## Географія
Місто розташоване у лісостеповій зоні Західно-Сибірської рівнини, на північному сході Приобського плато, на лівому березі Обі, у місці впадання річки Барнаулки в Об. Відстань від Москви — 3419 км. Найближче велике місто — Новосибірськ (193 км). Абсолютна висоті над рівнем моря 130—250 м. Площа міста — 321 км².
Географічні координати: 53 ° 20 'пн. ш. 83 ° 46 'в. д. (G) (O) (координати так званого «нульового кілометра», від якого відлічуються відстані в Алтайському краї). Барнаул розташований на тій же широті, що і Гамбург, Дублін, Ліверпуль, Мінськ, Петропавловськ-Камчатський, Самара і Едмонтон.
Барнаул знаходиться в часовому поясі Омський час. Зсув відносно UTC становить +7:00. Щодо Московського часу часовий пояс має постійний зсув +3 години й позначається в Росії як MSK +3.

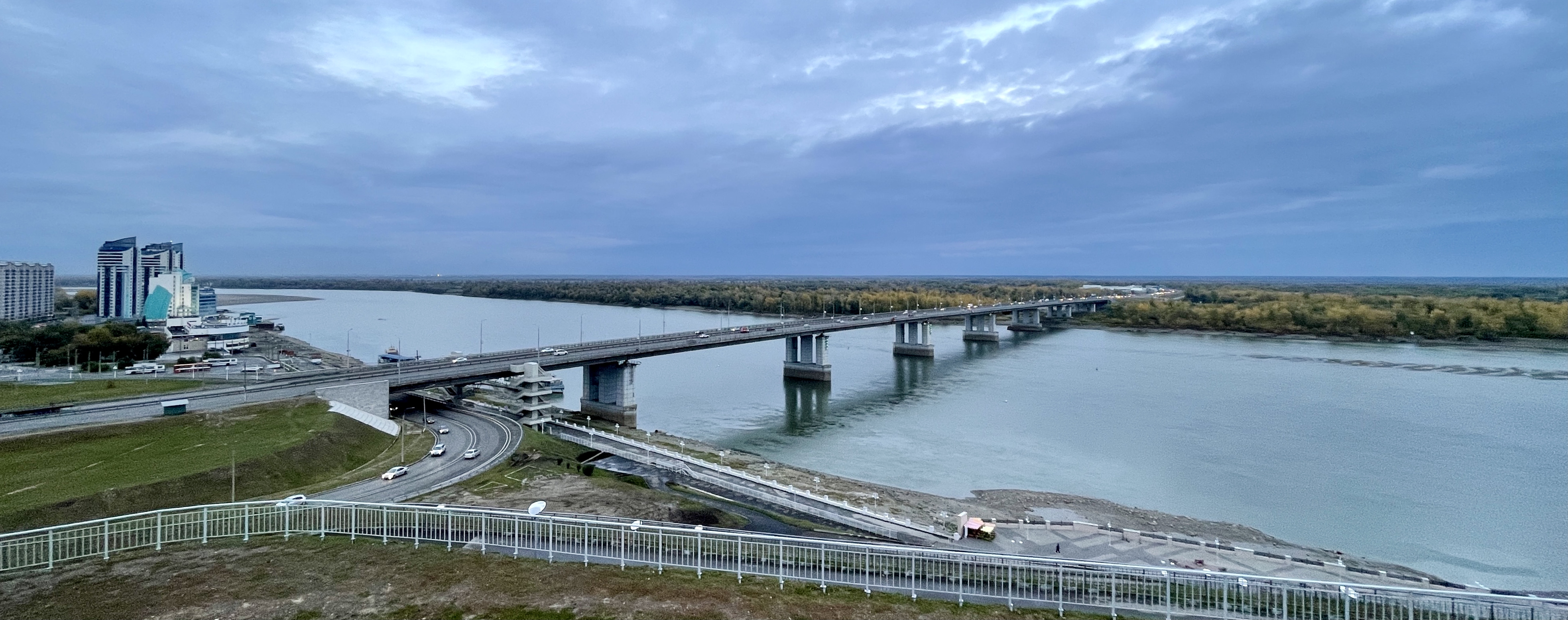
Міст через річку Об

## Історія

### Заснування міста
Археологічні знахідки свідчать про те, що перші поселення на території сучасного Барнаула з'явилися ще в кам'яну добу. На території міста збереглося 63 археологічних пам'ятки. Це городища, кургани, стоянки і поселення людей з найдавніших часів до Середньовіччя, більшість з яких розташовані на лівому березі річки Об — у Нагірній частині Барнаула, у селищах Мохнатушка, Казенна Заїмка, Гоньба і Научний Городок.
У ординську епоху, до приходу в Сибір російських переселенців, тут стояло древнє місто-фортеця Абакша. Звідси телеутами здійснювалися набіги на сусідів, а високий берег річки і ліс були природною перешкодою для ворогів.
Офіційно роком заснування Барнаула вважають 1730, коли гірничозаводник Акінфій Демидов перевів на Алтай 200 приписних селян для закладки заводів. Однак документально підтвердженим є 1739, коли Демидовим почалося будівництво заводу по плавці міді та срібла, що стало імпульсом для розвитку поселень навколо нього. У невелике село Усть-Барнаульську кинулися переселенці і службовці з Центральної Росії і Уралу.
Місто заснував Акинфій Демидов (1678—1745), російський підприємець, засновник гірничозаводської промисловості на Алтаї.

### Геральдика
Перший герб Барнаула затверджений в 1846 році. Являє собою щит французької геральдичної форми (без корони і стрічки) із закругленими нижніми кутами і виступаючим в середині підстави вістрям. Щит розділений на 2 частини по горизонталі. Верхня частина займає одну третину щита. У ній розташований основний елемент герба (намісник герб) Томської губернії — білий  кінь скаче на зеленому тлі. Кінь був символом основною тяглової і транспортної сили в гірській промисловості і сільському господарстві губернії. У нижній частині герба на блакитному тлі серед срібних гірських порід паруюча червлена (червона) доменна піч — символ сріблоплавильного виробництва. Сучасний герб прийнятий 16 листопада 1995 року. Його оригінали (кольоровий і чорно-білий малюнки) з описом зберігаються в адміністрації міста Барнаула і доступні для всіх зацікавлених осіб. На прапорі Барнаула блакитний колір символізує річку Об, на березі якої знаходиться місто. У центрі прапора розташований герб міста.

### Дореволюційний період

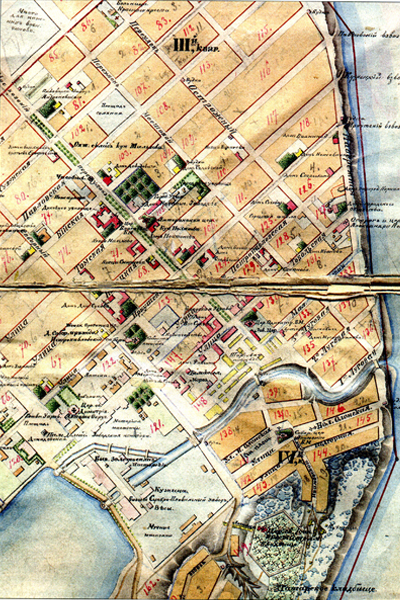
Фрагмент плану міста Барнаула, виконаного креслярем Є. Єрьоміним в 1894 році.

16 лютого 1748 канцелярія гірського округу за згодою Кабінету її імператорської величності була перенесена з Коливані на Барнаульський завод. У 1766 році російський винахідник Іван Ползунов на березі річки Барнаулки побудував першу в Росії парову машину, а в 1771 році Барнаулу присвоєно статус «гірського міста» (за іншими даними в 1828 році). Завдяки цьому статусу, незважаючи на віддаленість від столиці, місто росло, і до 1835 року в місті проживало вже понад 9 тисяч осіб, місто забудовувалося під впливом архітектури Санкт-Петербурга. У 1764 році відкривається технічна бібліотека, 1776 — Барнаульський «театральний дім», а в 1827 — перша друкарня. П. К. Фролов організовує Краєзнавчий музей — перший музей в Сибіру. Скасування кріпацтва й виснаження природних ресурсів призвели до закриття у 1893 році Барнаульського заводу. Місто стає великим купецьким центром, з'являються інші виробництва: шкіряне, свічкове, цегельне, пивоварне, содове, шубне, лісопильне та інші.
2 травня 1917 в Барнаулі сталася сильна пожежа. Вигоріло 40 кварталів — постраждала міська архітектура, у пожежі загинули багато будівель, особливо дерев'яні споруди. Відновленню міста перешкодила Громадянська війна.

### Радянський період
7 грудня 1917 в місті була встановлена Радянська влада, яку скинуто білогвардійцями 18 червня 1918. Остаточно Барнаул був узятий партизанською армією Юхима Мамонтова 9—11 грудня 1919 року. Білогвардійці залишили місто в надії добратися до Новомиколаївська (нині Новосибірськ). Залишатися у місті було не можна: з усіх боків йшли сили Червоної армії, а в місті партійна організація готувала повстання. Відступаючи, біла армія в районі села Тальменка потрапила в засідку, підготовлену Першою Чумишською Радянською партизанською дивізією на чолі з М. Ворожцовим (Анатолій). У 20-40-ві роки XX століття розвиток Барнаула визначалося процесами індустріалізації та колективізації. У місто переселяються мешканці сіл і малих селищ, а сам Барнаул набуває статусу центру агропромислового регіону. У 1932 році був закладений найбільший у Західному Сибіру меланжевий комбінат. У зв'язку з утворенням у 1937 році Алтайського краю Барнаулу надано статус його адміністративного центру. Під час Німецько-радянської війни в місті на постійній основі розмістилося близько ста промислових підприємств з Москви, Ленінграда, Одеси, Харкова, інших міст, окупованих німецькими військами. Вони стали основою промисловості міста. За деякими даними, близько половини патронів, використаних Червоною армією під час війни, було вироблено в Барнаулі на верстатобудівному заводі. Повоєнні роки ознаменувалися промисловим «бумом» і «потоковою» забудовою міста. У цей час територія Барнаула збільшилася більш ніж в 2 рази, а для розвитку міста та будівництва нових кварталів були обрані північне і північно-західні напрями від центру. У 1980 році указом Президії Верховної Ради СРСР місто нагороджено орденом Жовтневої Революції.

### Сучасність
У зв'язку з розвалом СРСР і зміною політично-економічної ситуації в країні найбільші промислові підприємства міста опинилися на межі банкрутства. Барнаул з переважно промислового центру перекваліфікувався на інші сфери економіки: торгівлю, сферу послуг, будівельну та харчову промисловості. Потокову забудову замінила точкова і квартальна. Разом з тим залишаються актуальними проблеми ветхість житлового фонду та застаріла дорожня мережа міста, яка не справляється з кількістю автомобілів.

## Освіта

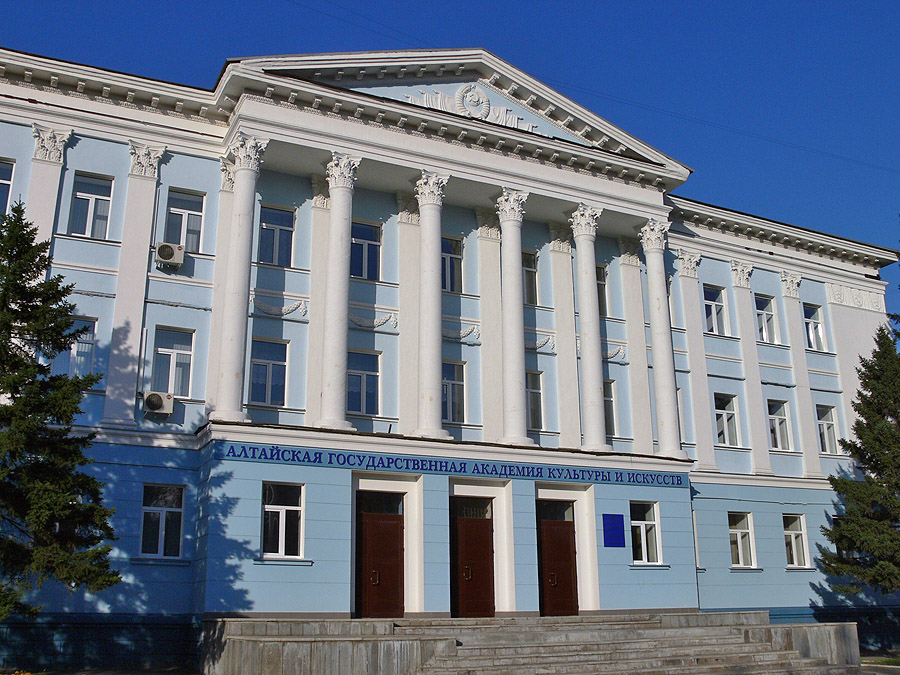
Алтайська державна академія культури і мистецтв, будинок на Пр. Ленина, 66

В місті працює Алтайський державний університет, Алтайська державна педагогічна академія, Алтайський державний аграрний університет, Алтайський державний медичний університет, Алтайська академія економіки і права, Алтайська державна академія культури і мистецтв, Алтайський економіко-юридичний інститут, Барнаульський юридичний інститут МВС Росії.
У Барнаулі фахівців з середньою спеціальною освітою готують 7 технікумів, 7 коледжів, 2 педучилища, музичне училище, медичне училище, банківська школа, школа-навчальний центр УВС. У систему освіти міста входять 110 загальноосвітніх шкіл, у їх числі: 67 ліцеїв, 7 гімназій, школа спортивного профілю, 7 шкіл-інтернатів, відкрита (змінна) загальноосвітня школа. Є 8 музичних і художніх шкіл та школа мистецтв.

## Культура

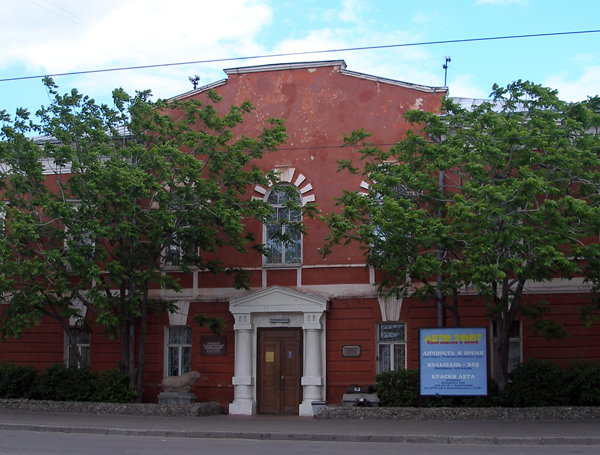
Алтайський державний краєзнавчий музей

### Музеї
- Алтайський державний краєзнавчий музей
- Державний художній музей Алтайського краю
- Державний музей історії літератури, мистецтва і культури Алтаю
- Муніципальний музей «Місто»
- Галерея сучасного мистецтва «Бандероль»

## Демографія
Населення міста 691000 осіб, з населеними пунктами включеними до складу міста — 812000 (2010).
| Рік       | 1835 | 1860 | 1897 | 1916 | 1939  | 1959  | 1967  | 1979  | 1989  | 2002  | 2005  | 2006  |
| Кількість | 9,1  | 11,6 | 29,4 | 71,2 | 148,2 | 303,0 | 407,0 | 533,6 | 601,8 | 603,5 | 631,2 | 604,2 |

## Див. також

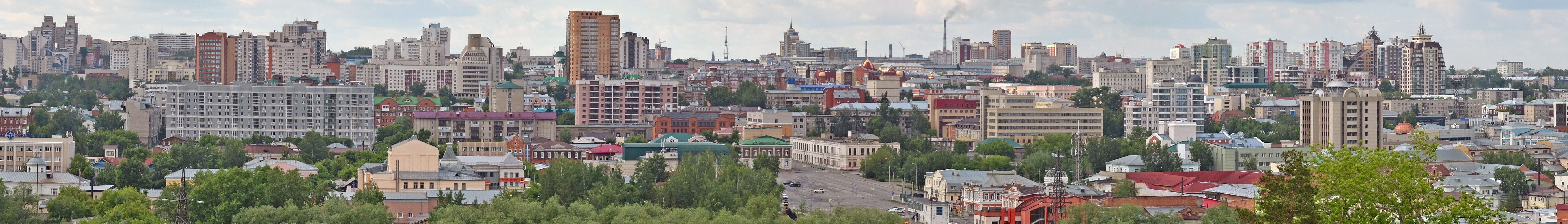

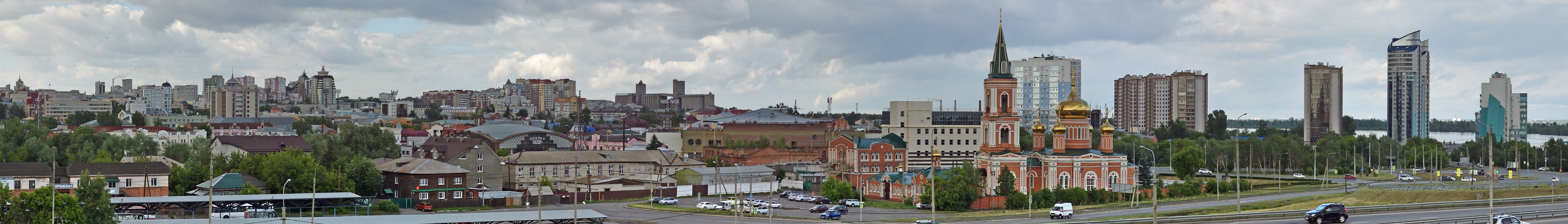

## Відомі люди
- Топоров Адріан Митрофанович (1891—1984) — письменник, просвітник, педагог (1912—1915).
- Сотникова Ольга Дмитрівна — радянський офіцер танкіст, учасниця ВВв.
- Мірошниченко Ірина Петрівна (*1942) — радянська і російська актриса театру і кіно, театральний педагог.

### Уродженці
- Маркелов Микола Данилович (1920—1945) — радянський військовий льотчик, Герой Радянського Союзу
- Мірошниченко Ірина Петрівна (1942—2023) — радянська і російська актриса театру і кіно, театральний педагог
- Еугеніюс Алішанка (* 1960) — литовський поет
- Павлюков Костянтин Григорович (1963—1987) — Герой Радянського Союзу
- Філіппов Євген Костянтинович (* 1943) — український кінооператор
- Сєров Сергій В'ячеславович (* 1957) — радянський та російський актор театру і кіно.